# Ahmad al-Alawi

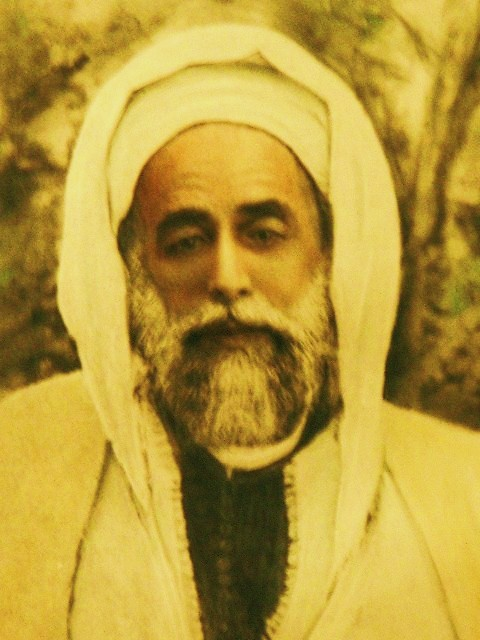
Scheich Ahmad al-Alawi

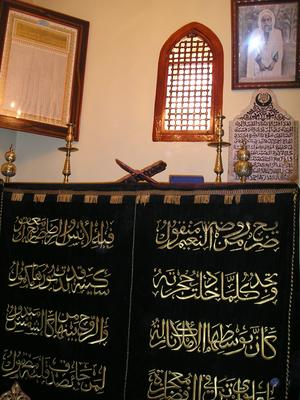
Grab von Scheich Ahmad al-Alawi in Mostaganem, Algerien

Ahmad al-Alawi, auch Scheich Alaoui (arabisch أحمد العلاوي, DMG Aḥmad al-ʿAlawī; geb. 1874 in Mostaganem, Algerien; gest. 1934 ebenda) war ein Sufi-Heiliger eines ursprünglich maghrebinischen Sufiordens. Nach dem Tod seines Meisters Muhammad al-Būzīdī (1824–1909) leitete er den Orden bis zu seinem eigenen Tod, d. h., er war der Gründer des modernen Sufi-Ordens der Alawiyya, eines Zweiges des Darqawiyya-Schadhiliyya-Ordens.

## Leben und Werk
Er ging im Jahr 1894 nach Marokko und folgte dem Darqawiyya-Scheich Muhammad al-Būzīdī. Als er zurück nach Mustaganem kam,  gründete er den Alawiyya-Darqawiyya-Orden. Sein Orden verbreitete sich in Nordafrika, vor allem in Algerien und Marokko, und unter den algerischen Einwanderern mehrerer europäischer Länder, vor allem in Frankreich. Inzwischen ist er darüber hinaus in vielen weiteren Ländern der Welt aktiv.
Ahmad al-Alawi leitete 1926 das erste Gemeinschaftsgebet in der neu erbauten Großen Pariser Moschee in Gegenwart des französischen Präsidenten Gaston Doumergue.
Schrein und Grab von Scheich Ahmad al-Alawi befinden sich in Mostaganem, Algerien.
Zu seinen Aktivitäten zählten unter anderem die Herausgabe zweier Zeitschriften: ab 1922 gab er eine religiöse Wochenschrift heraus, „Lisan ad-Din“ („Die Zunge (= Stimme) der Religion“), die er 1926 durch die Zeitschrift „Al-Balagh Al-Jaza'iri“ („'Algerische Mitteilungen“) ersetzte.
Zu seinen Werken zählt sein Munādschāt (auch Munajat), das von Abdul-Majid Bhurgri ins Englische übersetzt wurde.
Von Martin Lings (Scheich Abu Bakr Sirajuddin) stammt eine vielbeachtete Biographie des Sufi-Heiligen. Wichtige Aufschlüsse über den Scheich liefern die Erinnerungen des französischen Arztes Marcel Carret. Die von Scheich Adda Bentounès (1898–1952) gegründete sufische Gemeinschaft Les amis de l’Islam kümmerte sich um eine französische Übersetzung verschiedener Werke. In neuerer Zeit haben sich Éric Geoffroy und Manuel Chabry um die Erforschung seines Œuvres und Ordens verdient gemacht.

## Zitat
„In seinen autobiographischen Bemerkungen sagt Shaykh Al-Alawi von sich selbst, daß er niemals zur Schule gegangen ist, ‚not even for a single day‘, – und er habe sich niemals besonders bemüht, schreiben zu lernen.“

## Werke und Übersetzungen (Auswahl)
- Munajat of Shaykh Ahmad al-'Alawi. englische Übersetzung von Abdul-Majid Bhurgri. eBook edition, Arabisch-Englisch, online abrufbar unter: https://www.mohrasharif.com/index.php/al-qasim-library/poetry/sufi-poetry/182-munajat-al-alawi
- Ahmed Ben Mustafa Al-Alawi: Extraits du Diwan. Les Amis de l'Islam, 1984, ISBN 2-905290-01-3.
- Al-Alawi, Ahmad ibn Mustafa: Diwanu l-'Arifi bi-llahi wa 'd-dalli 'alayhi l-'ustadhi l-'akbar Ahmad ibn Mustafa Al-Alawi Al-Mustaghanimi, 4. Auflage. Mustaghanim (Algerien), ohne Angabe des Erscheinungsjahres[9]
- Al-'Alawi, Shaykh: Knowledge of God – A sufic commentary on al Murshid al-Mu'in of ibn al-'Ashir, Norwich 1981
- Leslie Cadavid (Übers.): Two Who Attained:  Twentieth-Century Sufi Saints, Shaykh Ahmad al-'Alawi & Fatima al-Yashrutiyya. Translated from the Arabic by Leslie Cadavid. Introduction by Seyyed Hossein Nasr, ISBN 1-887752-69-2 (fonsvitae.com)